# Capitalismo moderno

## Capitalismo Monopolista
Historicamente, o capitalismo sofreu modificações ao longo do tempo, sendo possível distinguir características do mesmo nesses diferentes períodos. O velho capitalismo se baseava em pequenas empresas, livre mercado bem dividido, em que os Estados aplicavam o livre comércio, tendo como principal potência a Inglaterra. Porém, com o surgimento do protecionismo, e com a concentração e a concorrência surgiu um novo capitalismo, o capitalismo monopolista.

## História dos Monopólios
A história do surgimento dos monopólios se inicia a partir de 1860 e 1870, onde ainda havia uma predominância da livre concorrência e quase nada de monopólios. Contudo, com as crises de 1873 e 1903, surge um rápido aumento da quantidade deles, colocando como base da economia os carteis e com o capitalismo virando imperialismo. O aparecimento do capitalismo monopolista se deve a uma tendência concentradora, que na visão de Hobson viria da limitação do mercado e na de Hilferding e Lenin da própria ideia de Marx, em que os capitalistas tem essencialmente tendência a acumular, concentrar e consequentemente monopolizar. Baseando-se nas visões de três autores (Hobson, Hilferding e Lenin), é possível caracterizar esse período do final do século XIX e início do século XX marcado pela concentração, concorrência, monopólios, divisão do mundo por grandes potências e mudança dos papéis dos bancos.

## Hobson
Hobson traz em seus livros a ideia de um capitalismo novo diferente da Idade Média e do mundo antigo, que surge a partir das grandes manufaturas e se desenvolve até formar o capitalismo monopolista, se baseando no processo ocorrido na Inglaterra, seu país de origem. Nesse novo capitalismo ocorre a mecanização, a tendência a concentração, a passagem da produção mecanizada ao plano da disputa internacional e a relação da produção e financiamento. Sendo, portanto, a inovação a raiz para a evolução desse capitalismo moderno, baseada no desenvolvimento das tecnologias e das novas formas de organização de produção. Além disso, surge um mercado mundial com uma crescente interdependência entre vários ramos da indústria, consequência das diversificações e especializações que ocorrem nas indústrias, originando uma luta de fábricas especializadas e gerais. Em suas obras, Hobson traz também a ideia de empresas como unidades administrativas que podem abranger várias instalações, em que as grandes empresas tiram vantagens sobre as pequenas, incentivando a concentração através da capacidade produtiva e do poder competitivo. Ele destaca também o papel cada vez maior da classe financista, que apesar de sempre ter existido surge com mais força conforme os métodos industriais modernos exigem grandes, livres e variados fluxos de capital. Ela assume dessa maneira cada vez mais uma posição de autoridade, conforme os capitalistas dependem cada vez mais de seus financiamentos para investir. O setor financeiro é considerado assim o berço do capitalismo moderno, onde surgem as primeiras sociedades anônimas e os financistas modernos. Por fim, Hobson traz a ideia de que apesar do aumento crescente dos monopólios, não há uma monopolização geral devido a limitações que não permitem o desparecimento total das pequenas empresas.

## Hilferding
Hilferding traz a ideia de que juntamente com a concentração de empresas e indústrias gerando os monopólios, ocorre a concentração dos bancos, e o entrelaçamento do setor bancário e industrial. Além disso, ele destaca o papel do capital financeiro, definido como o capital bancário que vira industrial, mostrando que cada vez mais o capital industrial não pertence aos indústrias e sim ao banco que empresta a eles. Porém, os bancos estão em alguns casos com uma ligação tão forte com a indústria que acabam não tendo opção em não investir nela Isso leva também a mudança das relações entre a classe capitalista e o Estado, surgindo um protecionismo como resposta ao livre comércio. Esse protecionismo se modifica na época do predomínio dos monopólios financeiros indo de política defensiva para ofensiva visando a ocupação de mercados estrangeiros através da indústria nacional em busca de lucros extras.

## Lenin
Lenin demonstra que no capitalismo monopolista, a concentração de produção das empresas e o grande desenvolvimento industrial aumentam cada vez mais, formando uma realidade em que dezenas de milhares de empresas grandes são tudo e milhões de pequenas são nada. Ao chegar a um determinado grau a concentração leva ao monopólio, pois para as empresas gigantes é muito mais fácil estabelecerem acordos entre si. Ele destaca também a ideia de integração das indústrias (já citada em Hobson) formando as empresas verticais. Os bancos para ele mudam seu papel fundamental de intermediário para entidade superior, que, com o aumento das operações bancárias, concentram-se em número reduzido de estabelecimentos, absorvendo, incorporando e subordinando os pequenos bancos aos grandes. Dessa maneira, o papel dos bancos muda totalmente pois eles passam a conhecer com exatidão a situação dos diferentes capitalistas, os controlando e exercendo influências, facilitando, dificultando e decidindo o destino e a rentabilidade. Forma se então um capitalista coletivo (bancos e sociedades anônimas) e não mais individual ou dispersos. Além disso, ele destaca a formação de uma oligarquia financeira que é responsável por comandar o capital financeiro e também diferencia os países que correspondem aos pilares do capital financeiro (emitem os maiores valores) e ao resto do mundo (devedores e tributários). O capitalismo moderno em sua visão é uma transição, uma mistura entre livre comércio e monopólios que não serve para satisfazer necessidades sociais, mas sim gerar lucro e uma socialização, embora a apropriação privada se mantenha. Por fim, Lenin destaca a mudança nas exportações que antes eram de mercadorias, para a exportação da produção de mercadorias visando uma expansão e um lucro maior e não melhorar as desigualdades de desenvolvimento e subalimentação (características do capitalismo). Essa Expansão causa uma certa dependência econômica da periferia - a que recebe produção e tem independência política - com o centro - o que investe na produção -, podendo também resultar na formação de um Estado rentista devido o centro não precisar mais produzir em suas fronteiras nacionais para gerar lucro, podendo sobreviver só com o lucro gerado fora de seu país.